# Cape Chignecto
Cape Chignecto är en udde i Kanada.   Den ligger i provinsen Nova Scotia, i den sydöstra delen av landet, 800 km öster om huvudstaden Ottawa.
Terrängen inåt land är platt åt sydväst, men åt nordost är den kuperad. Havet är nära Cape Chignecto åt sydväst.Trakten är glest befolkad. 